# Миллс, Алек
Алек Томас Миллс (англ. Alec Thomas Mills, 30 ноября 1991, Кларксвилл) — американский бейсболист, питчер клуба МЛБ «Чикаго Кабс».

## Карьера
Миллс родился в Кларксвилле в штате Теннесси. После окончания школы Монтгомери Сентрал он поступил в Университет Теннесси в Мартине. В 2012 году на драфте МЛБ Алек был выбран клубом «Канзас-Сити Роялс» в 22 раунде под общим 673 номером. В 2013 году он перенёс операцию Томми Джона.
В 2016 году Миллс играл в AA-лиге за «Нортвест Арканзас Нэйчуралс», провёл за команду 12 игр с пропускаемостью ERA 2,39 и был приглашён на Матч всех звёзд Техасской лиги. Затем Алека перевели в AAA-лигу в клуб «Омаха Сторм Чейзерс». В мае 2016 года он дебютировал в МЛБ, став первым представителем своего университета в лиге.
Восьмого февраля 2017 года «Роялс» обменяли Миллса в «Чикаго Кабс». Большую часть сезона 2017 года он провёл в списке травмированных с повреждениями левой лодыжки и правой руки, сыграв всего в нескольких играх за «Айову Кабс» в AAA-лиге.
Двадцать четвёртого августа 2018 года впервые в карьере Алек вышел на игру в роли стартового питчера. В игре с «Цинциннати Редс» он сделал восемь страйкаутов, пропустив один ран. Всего в 2018 и 2019 годах он сыграл за «Кабс» в девятнадцати матчах с пропускаемостью 3,77. Перед началом сезона 2020 года он занял место пятого питчера в стартовой ротации клуба.